# Rodrigo Romero
Rodrigo Romero, född den 8 november 1982, är en paraguayansk fotbollsspelare. Vid fotbollsturneringen under OS 2004 i Aten deltog han det paraguayanska U23-laget som tog silver. 

## Klubbar
- 2002  General Caballero ZC
- 2002-2003  Sportivo Trinidense
- 2003-2004  Club Nacional
- 2005  Club Sport Colombia
- 2005-2006  Club Nacional
- 2006-2007  Sportivo Trinidense
- 2008  Olimpia Asunción
- 2008  Club Atlético 3 de Febrero